# Авела
Авѐла (на италиански: Avella) е градче и община в Южна Италия, провинция Авелино, регион Кампания. Разположено е на 207 m надморска височина. Населението на общината е 7958 души (към 2010 г.).